# فالمن، تگزاس
فالمن (به انگلیسی: Falman) یک منطقهٔ مسکونی در ایالات متحده آمریکا است که در تگزاس واقع شده‌است. فالمن ۷۶ نفر جمعیت دارد.